# احمد ناظرزاده کرمانی

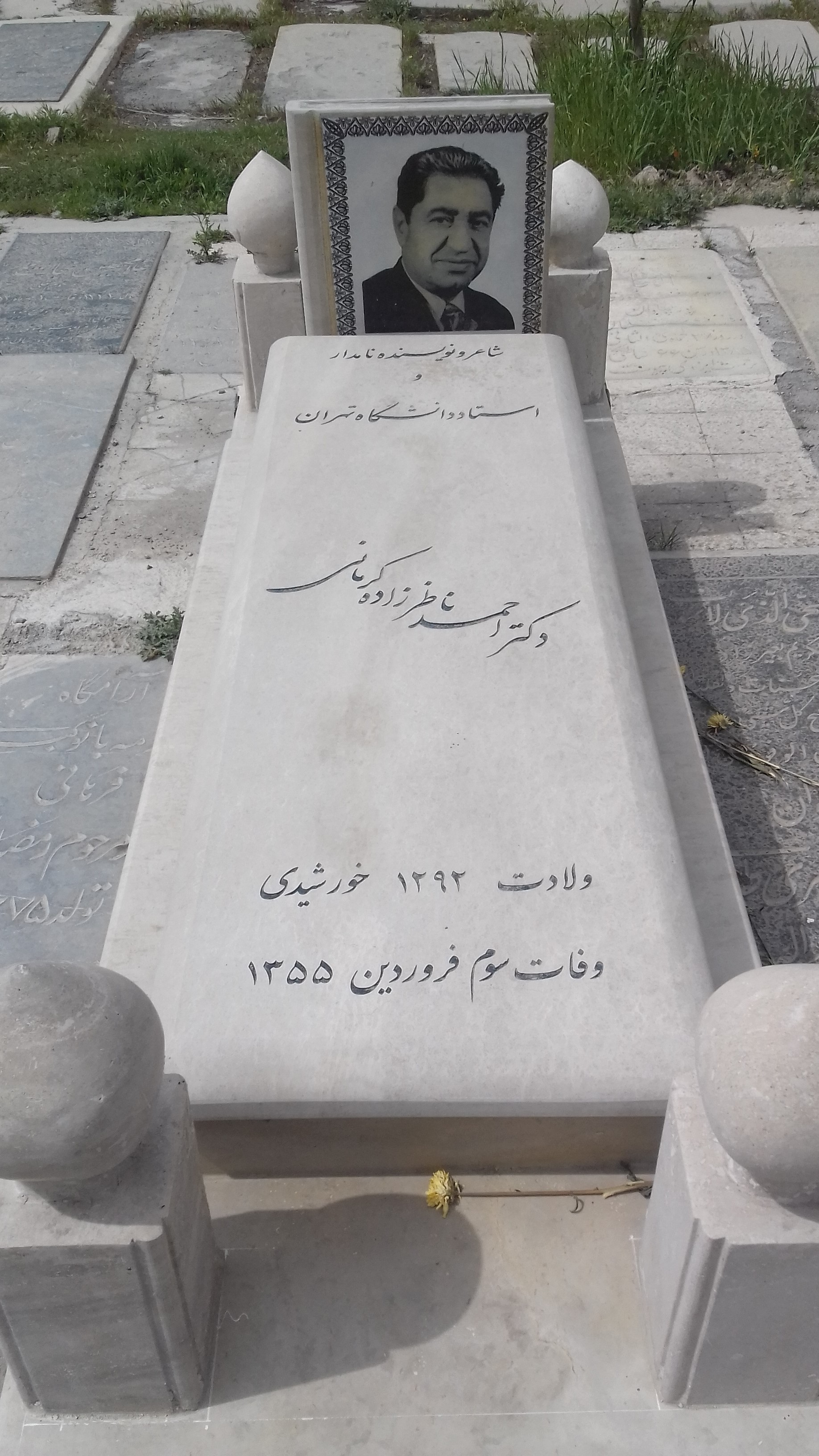
آرام‌گاه ناظر زاده کرمانی در گورستان ابن‌بابویه

احمد ناظر زاده کرمانی، فرزند محمد ناظر، شاعر، نویسنده و پژوهشگر معاصر کرمان (۱۲۹۲–۱۳۵۵ ه. ش) بود و در گورستان ابن بابویه شهر ری دفن شده است.

## زندگی
وی در سال ۱۲۹۲ ه. ش در کرمان متولد شد. تحصیلات ابتدایی را در کرمان گذراند. سپس برای تحصیل در رشته ادبیات، به تهران رفت و در مدرسه دارالفنون که در آن زمان استادانی چون احمد بهمنیار کرمانی، بدیع‌الزمان فروزانفر و جلال الدین همائی، تدریس می‌کردند به تحصیل مشغول و پس از مدتی مسئول انجمن ادبی شد. پس از گذراندن این دوره در سال‌های ۱۳۲۰ – ۱۳۱۹ در دانشکده افسری، دوران خدمت خود به پایان رساند و اولین خدمت اداری خود را در وزارت دارایی آغاز کرد و به پیشکاری دارایی کرمان منصوب شد. در همان زمان با فرح انگیز هرمزی، ازدواج کرد که حاصل این ازدواج ۶ فرزند خلف و وارث شایسته صفات عالیه و ملکات فاضله اوست.
در سال ۱۳۲۸ در دورهٔ ۱۶ و ۱۵ به نمایندگی مجلس شورای ملی انتخاب شد؛ اما پس از مدتی از کارهای سیاسی کناره گرفت و به تحصیل در رشتهٔ ادبیات پرداخت و موفق به اخذ مدرک لیسانس ادبیات شد. بلافاصله دکترای ادبیات را نیز از دانشکده ادبیات تهران گرفت و در همان‌جا به تدریس مشغول شد، تا سال ۱۳۴۸ که به فرانسه رفت و دکترای جامعه‌شناسی ادیان را از دانشکده سوربن فرانسه اخذ کرد. در همان زمان نیز رساله‌ای در مذهب جعفری به زبان فرانسه نوشت که نشان دهندهٔ تسلط او بر زبان فرانسه بود. در طول زندگیش سفرهای زیادی به کشورهای مختلف انجام داد، اما طبق گفته خودش با جان و دل به زادگاهش بر می‌گشت و از سفر به کرمان لذت می‌برد.

## مشاغل
دکتر ناظر زاده کرمانی، غیر از شاعری و نویسندگی به فعالیتهای دیگری نیز پرداخته و در پست‌ها و مقام‌های زیادی فعالیت داشته، از جملهٔ آنها: منشی نخست وزیر، شهرداری کرمان، پیشکاری دارایی کرمان، بازرس استانداری کرمان، معاون فرمانداری، نماینده مجلس در دو دوره، تدریس در دانشگاه‌ها، انتشار مجله شهر آشوب در سال ۱۳۲۷، همکاری با مجله ایران امروز، دبیر مجله سلامت فکر، نماینده ایران در انجمن مؤتمر عالم اسلامی و معاون شادروان زین العابدین در دبیری انجمن اهل قلم می‌باشد. دکتر فرهاد ناظرزاده کرمانی استاد تئاتر دانشگاه تهران و چهره ماندگار، فرزند احمد ناظر زاده‌است.

## آثار
دکتر ناظر زاده کرمانی در زمینه شعر نیز آثار زیادی از خود بر جای گذاشته‌است. آثار منظوم او مشتمل بر قصیده، غزل، مثنوی و شیوه‌های نوین دیگری که مشحون از نکات بدیع و مضامین لطیف و نو می‌باشد. اشعار او به ۱۵ هزار بیت می‌رسد.
آثار منثور ناظر زاده کرمانی گذشته از مقالات ادبی، تاریخی، اجتماعی، سیاسی و داستانهای تاریخی مثل، اختر، آوازهای جوانی، برتر از سیحون، رقص با خنجر، شام شوم، دختر شامگاه و شیرزاد یا گرگ جاده می‌باشد. نادره مرد (یادنامه مرحوم حاج میرزا عبدالحسین حجتی کرمانی) نیز از جمله آثاری است که با مشارکت دکتر ناظر زاده کرمانی و دکتر باستانی پاریزی در سال ۱۳۹۰ منتشر شده است.

## نمونه اشعار
| صیاد را نگر که چه بیداد می‌کند    |  | نه می‌کشد مرا و نه آزاد می‌کند     |
| بالله که تنگ دل شدم از تنگی قفس  |  | بیداد تا کی این همه صیّاد می‌کند   |
| مرغی که باد آیدش از آشیان خویش   |  | حق دارد ار که ناله و فریاد می‌کند |
| گیرم که جانگداز بود ناله‌های من   |  | کی ناله رخنه در دل پولاد می‌کند   |
| دارم یقین که یار من افسوس می‌خورد |  | زین پس که نامرادی من یاد می‌کند   |
| شیرین هنوز لرزه بر اعضایش اوفتد  |  | زین ناله‌های تلخ که فرهاد می‌کند   |
| امروز بلبل از ستم گل کند فغان    |  | فردا گل از جفای خزان داد می‌کند   |
| واحسرتا که روح مرا خاطرات عشق    |  | گاهی غمین نموده و گه شاد می‌کند   |

| سودای عشق، عاقل و دیوانه سوخته   |  | در این شراره محرم و بیگانه سوخته |
| رندی کشیده آهی و از برق آه او    |  | یک نیمه بیش دوش ز میخانه سوخته   |
| ساقی ز هوش رفته و پیمانه ریخته   |  | خاموش شمع گشته و پروانه سوخته    |
| خال تو آفت دل ما شد به روی تو    |  | تأثیر آه ماست که این دانه سوخته  |
| در بوستان زندگی از آه آتشین      |  | من آن پرنده‌ام که مرا لانه سوخته  |
| دانی که باده بهر چه سوزد گلوی تو |  | بر حال عاشقان دل پیمانه سوخته    |
| افسانهٔ دل است چو این قصه لاجرم   |  | دل‌ها به سوزناکی افسانه سوخته     |

| خوشا نشاط جوانی و عشق و سرمستی     |  | خبر نداشتن از رنج عالم هستی        |
| به تنگ آمدم الحق ز سختگیری عقل     |  | خوشا نشاط جوانی و عشق و سرمستی     |
| خراب بمب اتم باد آن محیط پلید      |  | که کس نیافت بلندی در آخر از پستی   |
| به دست خالی ما طعنه زد حریفی و گفت |  | ز پاکدامنی آخر چه طرف بر بستی      |
| ببار باده که از خون بینوا خوردن    |  | هزار بار مرا خوشتر این تهیدستی     |
| بلای خاطر آزاده جز طمع نبود        |  | اگر ز دام طمع جستی از بلا رستی     |
| تو عهد کرده‌ای ای دل که باوفا باشی  |  | چه سرفرازی از این بِه که عهد بشکستی |
| به بند و بست حریفان شهر همدست‌اند   |  | ببین چگونه به ما می‌زنند یکدستی     |